# Bulat Rawilewitsch Schawalejew
Bulat Rawilewitsch Schawalejew (russisch Булат Равилевич Шавалеев; * 19. September 1992 in Kasan) ist ein ehemaliger russischer Eishockeyspieler, der für Ak Bars Kasan in der Kontinentalen Hockey-Liga aktiv war.

## Karriere
Bulat Schawalejew begann seine Karriere als Eishockeyspieler in seiner Heimatstadt in der Nachwuchsabteilung von Ak Bars Kasan, für dessen zweite Mannschaft er von 2006 bis 2009 in der drittklassigen Perwaja Liga aktiv war. Die Saison 2008/09 beendete er allerdings beim Frölunda HC in Schweden, für dessen U18- und U20-Junioren er in insgesamt 19 Spielen auflief. Von 2009 bis 2012 lief der Flügelspieler für die Juniorenmannschaft von Ak Bars Kasan in der multinationalen Nachwuchsliga Molodjoschnaja Chokkeinaja Liga auf, ehe er in der Saison 2011/12 für die Profimannschaft von Ak Bars Kasan sein Debüt in der Kontinentalen Hockey-Liga gab. 
2014 beendete er seine Karriere verletzungsbedingt.